# Аэропорт имени султана Бабуллы
Аэропорт имени султана Бабуллы (ИАТА: TTE, ИКАО: WAMT) — аэропорт на Тернате, Молуккские острова, Индонезия. Аэропорт назван в честь Бабуллы, султана Тернате, который боролся против португальского колониализма в 1570-е годы.